# Fantasia osztályú üdülőhajók
A Fantasia osztály egy üdülőhajó osztály, amelyet az MSC Cruises üzemeltet. Jelenleg négy aktív Fantasia osztályú üdülőhajó van, a vezető hajó, az MSC Fantasia és az MSC Splendida, az MSC Divina és az MSC Preziosa, amelyeket az STX Europe épít a St. Nazaire -ban . Az MSC Divina és az MSC Preziosa módosított Fantasia osztályú hajók. Bruttó űrtartalmúk 139,400 tonna, és a korábbi testvérhajóikhoz képest kibővített szolgáltatásokkal rendelkeznek. 
A vezető hajó, az MSC Fantasia 2008 decemberében készült el, ő az osztály névadója. A második hajó, az MSC Splendida, 2009 márciusában következett. A harmadik hajó, az MSC Divina 2012 májusában lépett szolgálatba, míg a negyedik, egyben utolsó hajó, az MSC Preziosa 2013 márciusában lépett szolgálatba.

## Áttekintés
A Fantasia osztály volt az addigi legnagyobb osztály az MSC Cruises flottájában, és megelőzte a sokkal kisebb Musica osztályt, amely 93 300 tonna. A hajókat úgy tervezték, hogy kiegészítsék a korábbi Musica -osztályt.
Az MSC Fantasia és az MSC Splendida rendelkezik egy 1,500 m2-es gyógyfürdővel, négy medencével, egy Tex-Mex étteremmel, egy 1,700 férőhelyes showlounge-dzsal, egy minigolf pályával, egy tenisz / kosárlabda pályával és 1,637 uatskabinnal. 
Az MSC Divina és az MSC Preziosa 1,751 kabinnal rendelkezik,  114 -gyel többel, mint a korábbi hajók. Két további lifttel is rendelkeznek, fedélzetüket és éttermeiket pedig úgy tervezték át, hogy több utast tudjanak befogadni. 

### Phoenicia/MSC Preziosa
2010. június 4-én szándéknyilatkozatot írt alá az STX France és a líbiai állami vállalat, a General National Maritime Transport Corporation (GNMTC), hogy építsenek egy, az MSC Fantasiahoz és az MSC Splendidahoz hasonló üdülőhajót. Az építkezés során 2011. február 15 -én kitört a líbiai polgárháború. 2011 júniusában az STX France felmondta a szerződést, és keresni kezdte a hajótest új vevőjét.   2012. március 13-án bejelentették, hogy az MSC megállapodást kötött a hajó megvásárlásáról 550 millió euróért, és a test az MSC Preziosa nevet kapta. 

## Hajók
| Hajó          | Épült | Építő                                   | Az MSC szolgálatába lépett | Bruttó tonna  | Zászló | Megjegyzések                                                                                               | Kép |
| ------------- | ----- | --------------------------------------- | -------------------------- | ------------- | ------ | --- | --- |
| MSC Fantasia  | 2008  | Aker Yards / STX Europe ( St. Nazaire ) | 2008. dec                  | 137,936 tonna | Panama | |     |
| MSC Splendida | 2009  | Aker Yards / STX Europe ( St. Nazaire ) | 2009. július               | 137,936 tonna | Panama | 2008-ban MSC Serenata néven rendelték, de MSC Splendida névre keresztelték.                                |     |
| MSC Divina    | 2012  | STX Europe ( St. Nazaire )              | 2012. június               | 139,400 tonna | Panama | Módosított Fantasia osztály. 2010-ben MSC Meraviglia néven rendelték, de MSC Divina névre keresztelték.    |     |
| MSC Preziosa  | 2013  | STX Europe ( St. Nazaire )              | 2013. március              | 139,400 tonna | Panama | Módosított Fantasia osztály. Eredetileg a líbiai székhelyű General National Tengeri Szállításra rendelték. |     |

## Adatok
- Bruttó űrtartalom: 138 000-139 000 GT
- Hossz: 333,30 méter
- Sugár: 37,89 méter
- Vázlat: 8,29 méter
- Költség: 550 millió dollár

## Fordítás
- Ez a szócikk részben vagy egészben  a   Fantasia-class cruise ship című angol Wikipédia-szócikk ezen változatának fordításán alapul.  Az eredeti cikk szerkesztőit annak laptörténete sorolja fel. Ez a jelzés csupán a megfogalmazás eredetét és a szerzői jogokat jelzi, nem szolgál a cikkben szereplő információk forrásmegjelöléseként.